# Athiê Jorge Coury
Athiê Jorge Coury também conhecido como Athié Jorge Cury (Itu, 1 de agosto de 1904 — Santos, 1 de dezembro de 1992), foi um futebolista, dirigente esportivo e político brasileiro.
Tornou-se famoso no futebol e na política brasileira. Foi o dirigente que mais conquistou títulos na história do Santos Futebol Clube. Foram 57 taças, sendo duas Libertadores da América e dois Mundiais Interclubes. Além disso, em sua gestão, o time foi pentacampeão da Taça Brasil.

## História

### Início de carreira
Filho de Jorge e Olga Coury, ambos de origem libanesa, Athié fez o curso primário e o secundário no Colégio São Luís, em sua terra natal, onde sua família tinha plantação de café. Depois foi morar em Piracicaba, cursando até o segundo ano de agrimensura. Na adolescência estudava e defendia a meta do Esporte Clube Sírio. Se mudou em 1927 para São Paulo, onde se formou em Economia pelo Colégio Mackenzie.
Ao aceitar descer a serra em direção à Baixada Santista, de imediato se tornou sócio de uma corretora de café, época em que o país era o maior produtor e exportador de sementes da fruta do café. Se filou ao Santos no dia 9 de setembro de 1927. Em 1927, já estabelecido na cidade de Santos, trabalhava na praça cafeeira em paralelo ao seu trabalho como goleiro das divisões de base do Santos Futebol Clube.

### Santos Futebol Clube

#### Atleta
Tornou-se goleiro do Santos Futebol Clube de 1927 até 1934, chegando a ser convocado para a Seleção Paulista e Seleção Brasileira. Era nome certo para goleiro principal do Escrete Nacional na Primeira Copa do Mundo de Futebol, em 1930, no Uruguai. Porém, devido às divergências entre os dirigentes paulistas e a então Confederação Brasileira de Desportos (CBD), já sediada no Rio de Janeiro, nenhum atleta do São Paulo foi convocado, e Athié acabou ficando de fora da competição mundial.
Sua primeira participação no esquadrão da Vila se deu no dia 9 de outubro de 1927, aos 23 anos, na vitória de 9 a 0 sobre o Corinthians de Santo André, no amistoso realizado no estádio que ainda não tinha o nome de Urbano Caldeira. Dedicado ao futebol, disputou sua última partida pelo time praiano em 15 de abril de 1934, na derrota para o Palestra Itália por 3 a 0.
Como atleta, Athié vestiu a camisa 1 por 171 partidas e é o 14º goleiro que mais vezes jogou na meta santista.

#### Dirigente
Após essa passagem, foi dirigente de esportes. Mais tarde galgou o posto de diretor tesoureiro, aproveitando-se dos seus conhecimentos adquiridos na faculdade de economia. Em 1945, prestigiado dentro do clube foi alçado ao posto de presidente do Santos Futebol Clube, onde ficou de 1945 a 1971. É dessa época a famosa "era Pelé", pela qual o Santos Futebol Clube foi eleito pela FIFA "O Melhor Clube das Américas do século XX" e venceu inúmeros títulos, entre eles a Taça Libertadores da América e o Mundial de Clubes de 1962 e 1963, e diversos títulos estaduais, nacionais e internacionais. O Santos se tornou um dos clubes mais famosos do mundo durante sua administração e recebeu notável admiração dos mais famosos jornalistas esportivos da época de Pelé. Resistiu com denodo às ofertas tentadoras de clubes estrangeiros que queriam contratar os principais ídolos do alvinegro, principalmente o Rei Pelé. Nessa fase áurea, o Santos peregrinou mundo afora, se exibindo nos quatro cantos da Terra para estádios lotados.
No final de 1946, o presidente levou o Alvinegro a uma verdadeira epopeia em gramados do Norte/Nordeste do Brasil. Foi a maior excursão de um time de futebol no País. A delegação visitou os Estados de Pernambuco (três jogos), Rio Grande do Norte (dois), Ceará (quatro), Maranhão (três) e por último o Pará (três). O time voltou para casa invicto. Em 15 partidas, venceu 12, empatou três, marcou 52 e sofreu 17 gols.
Em 1965, realizou a compra do Parque Balneário Hotel, o que se revelou-se uma das piores transações feitas na secular existência do Alvinegro. As dívidas acumuladas pelo mau negócio prejudicaram o time e obrigaram o clube a negociar o luxuoso imóvel no começo da década seguinte.
Foi o presidente com o maior mandato da história do clube, 26 anos, e o que mais títulos venceu, 57 taças. Foi antecedido em 1945 por Antônio Ezequiel Feliciano da Silva e sucedido em 1971 por Vasco José Fae. Durante o período em que presidiu o Peixe o Santos jogou 1 687 partidas, obtendo 1 035 vitórias, 291 empates e 361 derrotas, com 4 630 gols marcados e 2 549 sofridos.

### Política
Durante a Revolução Constituinte de 1932, ele foi segundo-tenente comissionado e lutou defendendo o Estado Paulista.
Jorge Coury teve expressivas passagens na política e no congresso brasileiro. Durante seu mandato no clube, Athiê também projetou-se na política santista, a partir de 1948, quando conseguiu eleger-se vereador à Câmara de Santos. Em 1950 elegeu-se, com uma votação expressiva, deputado estadual, pelo Partido Social Progressista de Adhemar de Barros. Jorge Coury se manteve no Congresso Nacional até 1982, quando se aposentou da política.
Presidiu a Bolsa de Café de Santos e colaborou com o então prefeito Paulo Gomes Barbosa na conquista do terreno que pertencia ao Instituto Brasileiro de Café (IBC), na entrada da cidade de Santos, onde hoje está o Complexo Chico Formiga.
O Governo Federal deu seu nome ao Conjunto Habitacional no bairro do Saboó, em Santos. Já o Estadual denominou um colégio do bairro da Aparecida de Olga Coury, mãe do presidente santista.
Athiê possuía muitos cargos em entidades associativas e filantrópicas santistas e era um dos principais beneméritos da Santa Casa de Misericórdia de Santos. Foi também agraciado com os títulos de sócio benemérito da Federação Paulista de Futebol e da Confederação Brasileira de Desportos, em reconhecimento aos seus relevantes serviços prestados ao esporte.

### Cronologia
- 1904 - 1 de agosto: Athiê Jorge Coury nasce em Itu.
- 1927 - Jorge Coury se forma em Economia no Colégio Mackenzie.
- 1934 - 15 de abril: Jorge Coury disputa sua última partida oficial como goleiro titular do Santos Futebol Clube.
- 1945 - Aproveitando de seus conhecimentos econômicos, Jorge Coury torna-se presidente do Santos Futebol Clube.[1]
- 1948 - Jorge Coury se torna vereador da câmara de Santos.
- 1950 - Jorge Coury se torna deputado estadual pelo Partido Social Progressista.
- 1955 - 4 de maio: O deputado Jorge Coury faz Discurso proferido na 34ª Sessão Ordinária.
- 1962 - O Santos Futebol Clube conquista o Mundial Interclubes.
- 1968 - O Santos Futebol Clube conquista a Supercopa Sulamericana dos Campeões Intercontinentais de 1968.
- 1971 - Jorge Coury deixa o cargo de presidente do Santos Futebol Clube, dedicando-se a política.
- 1982 - Jorge Coury se aposenta do Congresso Nacional e de todas as suas atividades como político.
- 1992 - 1 de dezembro: Athiê Jorge Coury morre em Santos.[3][4][8]
- 2008 - 1 de agosto: O ex-presidente do Santos Marcelo Pirilo Teixeira realiza homenagem a Jorge Coury.[6][4][13]